# یواس‌اس بالدوین (دی‌دی-۶۲۴)
یواس‌اس بالدوین (دی‌دی-۶۲۴) (به انگلیسی: USS Baldwin (DD-624)) یک کشتی تخریب گر کلاس گلیوز (به انگلیسی: Gleaves-class) نیروی دریایی آمریکا بود که از سال ۱۹۴۳ الی ۱۹۴۶ میلادی مشغول به خدمت بود. ای کشتی تنها کشتی ای بود که پس از چارلز بالودوین (به انگلیسی: Charles H. Baldwin) دریافت کننده مدال افتخار در سال ۱۸۶۴، به این نام نامگذاری شد. طول آن ۳۴۸ فوت ۴ اینچ (۱۰۶٫۱۷ متر) بود. این کشتی در سال ۱۹۴۳ ساخته شد.
ساخت کشتی بالدوین در ۱۹ ژوئیه ۱۹۴۱ توسط کمپانی سیاتل-تاکوما (به انگلیسی: Seattle-Tacoma Shipbuilding Co) در سیاتل، واشینگتن آغاز شد و در ۱۴ ژوئن ۱۹۴۲ به آب انداخته شد. پشتیبان مالی این کشتی خانم آیدا کرافورد (به انگلیسی: Mrs. Ida E. Crawford) بود.

## تاریخچه خدمت
بعد از تمرینات موج شکنی در سواحل غربی، این تخریبگر در سانفرانسیسکو در ۱ ژوئیه به دریا منتقل شد و کار او محدود به سواحل شرقی شد.